# Ягодин, Геннадий Алексеевич
Генна́дий Алексе́евич Я́годин (3 июня 1927, с. Большой Вьяс, Саранский уезд, Пензенская губерния, РСФСР — 4 января 2015, Москва, Российская Федерация) — советский и российский государственный и общественный деятель. Министр высшего и среднего специального образования СССР (1985—1989), председатель Государственного комитета СССР по народному образованию — Комитета СССР по образованию (1989—1991).

## Биография
Родился в семье сельских учителей. Отец, Алексей Иванович, – преподаватель химии, мать, Александра Григорьевна, – математики. 
В 1950 году окончил МХТИ имени Д. И. Менделеева по специальности «инженер-технолог», ученик профессора Н. П. Сажина. Избирался секретарём комитета комсомола института, первым секретарём Советского районного комитета ВЛКСМ Москвы. Ещё студентом, в 1948 году вступил в ВКП(б). После окончания аспирантуры находился на научно-педагогической работе в МХТИ, под руководством Н. М. Жаворонкова защитил кандидатскую диссертацию «Исследование изотопного состава равновесных фаз при дистилляции этилена, этана и метана» (1955), затем занимал пост заместителя генерального директора Международного агентства по атомной энергии в Австрии.
В 1966—1973 годах являлся доцентом, профессором, деканом факультета в МХТИ, а в 1973 году возглавил этот институт в должности ректора. Доктор химических наук (1971). 23 декабря 1976 года избран членом-корреспондентом АН СССР по Отделению физикохимии и технологии неорганических материалов.
В 1985 году был назначен министром высшего и среднего специального образования СССР. Депутат ВС СССР 11 созыва, член ЦК КПСС (1986—1991).
В 1988 году после преобразования трёх центральных министерств — высшего и среднего образования, просвещения и профессионально-технического образования — возглавил Государственный комитет СССР по народному образованию. Спустя три месяца при вновь созданном комитете при непосредственной поддержке Г. А. Ягодина был создан временный научно-исследовательский коллектив «Базовая школа» (ставший известным как ВНИК «Школа»), который возглавил Э. Д. Днепров. К концу лета 1988 года коллективом, состоявшим из авторитетных учёных-педагогов, были подготовлены проект нового устава школы и концепция развития образования в СССР, ставившие целью гуманизацию учебно-воспитательного процесса и демократизацию управления учебными заведениями. Эти документы были полностью поддержаны министром и внесены от имени Гособразования СССР на рассмотрение организованного при участии комитета Всесоюзного съезда работников народного образования, прошедшего в декабре 1988 года. В 1989—1991 годах Г. А. Ягодин и руководимое им ведомство подвергались критике как со стороны сторонников реформ, так и со стороны их противников. Первые считали, что демократизация образования идёт недостаточно быстро, вторые — что его деятельность ведёт к развалу советской школы.
Одним из первых нововведений Г. А. Ягодина стал вызвавший большой общественный резонанс принятый летом 1988 года приказ № 540, разрешавший переводить из класса в класс и даже выпускать с аттестатом учащихся средней и старшей школы, которые не успевали по одному или более предметам.
Возглавляемый Ягодиным госкомитет стал одним из инициаторов и организаторов первого в СССР съезда работников образования, прошедшего в декабре 1988 года, на котором получил общественную поддержку и были приняты документы ВНИКа. В выступлении на этом съезде, в числе многих других тем, Ягодин поднял вопрос о необходимости скорейшего восстановления отменённой несколькими годами ранее отсрочки студентам дневных отделений вузов от призыва в армию, подчеркнув, что «призыв студентов на военную службу, <…> двухгодичный перерыв в обучении несовместимы с задачами повышения качества подготовки специалистов»; в итоге отсрочку вернули летом 1989 года.
В течение 1991 года его три раза отправляли в отставку: в апреле и июле это пытался сделать премьер-министр В. С. Павлов, а в августе — ГКЧП. Несмотря на это, он сохранил свой пост вплоть до упразднения Гособразования в связи с коллапсом союзных органов управления. Интересно, что в последний раз решение о возобновлении работы Ягодина на посту главы Гособразования принял председатель Совета Министров РСФСР И. С. Силаев, что временно входило в сферу его компетенции, поскольку после событий 19—22 августа 1991 года он фактически возглавлял правительство СССР. 27 ноября постановлением Государственного Совета СССР Госкомитет по народному образованию был переименован в Комитет по образованию, а 10 декабря он был упразднён.
В 1991—2001 годах — ректор Международного университета в Москве.
Член-корреспондент РАН (1991), действительный член РАО по Отделению образования и культуры (с 17 марта 1993), почётный профессор РХТУ имени Д. И. Менделеева (2002), почётный доктор Веспремского химико-технологического университета (Венгрия), Высшей химико-технологической школы (Болгария), Высшей химико-технологической школы (Прага, Чехия), Вроцлавской политехники (Польша), Южно-Корейского университета Кон Хи, Университета Фукуяма (Япония).
Был женат, имел двоих детей.
Похоронен в Москве на Троекуровском кладбище.

## Награды и премии
- Государственная премия СССР (1985) — за разработку и внедрение экстракционных процессов, обеспечивших повышение комплексности использования полиметаллического сырья, и создание на УКСЦК имени В. И. Ленина производства редких металлов
- орден Ленина
- орден Октябрьской Революции
- орден Трудового Красного Знамени
- Премия Президента Российской Федерации в области образования (2000)
- заслуженный работник высшей школы Российской Федерации (2013)

## Память
- 3 октября 2017 года в РХТУ им. Д. И. Менделеева торжественно открыли мемориальную доску профессору Г. А. Ягодину в Главном корпусе Миусского комплекса РХТУ им. Д. И. Менделеева[13].